# 中弘子
中 弘子（なか ひろこ、1959年4月13日 - ）は、日本の女性脚本家。埼玉県出身。脚本家の荒川稔久は夫。

## 来歴・人物
元々学生時代はマスコミ志望だった。友人が『新造人間キャシャーン』のファンだったことがきっかけで、中学3年生の頃から同作を制作するタツノコプロに在籍した脚本家の小山高生（当時、小山高男）と文通を始める。大学時代から小山の下で脚本家の勉強を始め、クイズ番組の問題作成や身の上相談番組の悩みを作った。大学卒業後の1982年から小山高男事務所に所属。同年4月放送開始の『手塚治虫のドン・ドラキュラ』で脚本を執筆し決定稿となってデビューする予定が、打ち切りによってデビューが幻となる。そのため、半年後の10月から放送の『一ッ星家のウルトラ婆さん』の第4回がデビュー作となった。しかし同作も10本の脚本を執筆したが、6本が放送されたところで打ち切りの憂き目にあっている。
1992年から放送開始の『クレヨンしんちゃん』では、テレビアニメ版の脚本をただ一人、放送開始年（第1話Bパート）から現在まで30年以上に亘り執筆を続ける。
2011年に発売された「クレヨンしんちゃん メモリアルボックス」の解説書では、放送第1回目Aパートから2014年（840話Bパート）まで脚本に参加した翁妙子とのインタビューが掲載されている。

## 参加作品

### テレビアニメ
1982年
- 逆転イッパツマン（-1983年、脚本）※小山高男との共同。
- 一ッ星家のウルトラ婆さん（-1983年、脚本）

1983年
- パーマン (第2作)（-1985年、脚本）

1984年
- オヨネコぶーにゃん（脚本）

1985年
- 炎のアルペンローゼ ジュディ&ランディ（脚本）
- オバケのQ太郎（-1987年、脚本）
- 昭和アホ草紙あかぬけ一番!（脚本）

1986年
- ドテラマン（-1987年、脚本）
- マシンロボ クロノスの大逆襲（-1987年、脚本）※中ひろ子名義。
- まんがなるほど物語（-1988年、脚本）

1987年
- 陽あたり良好!（-1988年、脚本）

1988年
- 魔神英雄伝ワタル（-1989年、脚本）
- 新まんがなるほど物語（-1989年、脚本）
- ビリ犬（脚本）

1989年
- らんま1/2 熱闘編（-1992年、脚本）
- 魔動王グランゾート（-1990年、脚本）
- ダッシュ!四駆郎（-1990年、脚本）

1990年
- 魔神英雄伝ワタル2（-1991年、脚本）
- アイドル天使ようこそようこ（-1991年、脚本）
- 魔法のエンジェルスイートミント（-1991年、脚本）
- 三つ目がとおる（-1991年、脚本）

1991年
- きんぎょ注意報!（-1992年、脚本）
- どろろんぱっ!（脚本）
- 妖花マンドラゴラの逆襲（脚本）
- 楽しいムーミン一家 冒険日記（-1992年、脚本）

1992年
- クレヨンしんちゃん（1992年-、脚本）
- ママは小学4年生（脚本）

1993年
- ミラクル☆ガールズ (脚本）

1994年
- 白雪姫の伝説（-1995年、脚本）

1996年
- シンデレラ物語（脚本）

1997年
- 超魔神英雄伝ワタル（-1998年、脚本）

1999年
- スージーちゃんとマービー（-2000年、脚本）

2000年
- 学校の怪談（-2001年、脚本）

2001年
- しあわせソウのオコジョさん（-2002年、脚本）
- ののちゃん（-2002年、脚本）
- よばれてとびでて!アクビちゃん（-2002年、脚本）

2003年
- D・N・ANGEL（脚本）

2004年
- かいけつゾロリ（-2007年、脚本）

2006年
- サルゲッチュ（脚本）

2007年
- ななついろ★ドロップス（脚本）

2009年
- こんにちは アン 〜Before Green Gables（脚本）

2013年
- LINE TOWN（-2014年、脚本）

2016年
- NINJAハットリくん リターンズ (第3期)（脚本）

### 劇場アニメ
2012年
- クレヨンしんちゃん 嵐を呼ぶ!オラと宇宙のプリンセス（脚本協力）